# Hemiancistrus wilsoni
Hemiancistrus wilsoni es una especie de peces de la familia Loricariidae en el orden de los Siluriformes, conocido popularmente como coroncoro, choca o cucha, entre otros nombres.

## Morfología
Los machos pueden llegar alcanzar los 32,5 cm de longitud total y las hembras 30,9 cm promedio.

## Hábitat
Es un pez de agua dulce.

## Distribución geográfica
Se encuentran en Sudamérica, particularmente, en Colombia.

## En la cultura popular
El coroncoro dio inspiración a una canción de música tradicional colombiana, compuesta por La Niña Emilia, conocida como Coroncoro se murió tu mae.